# Supercoppa italiana 2003 (pallavolo maschile)
La Supercoppa italiana 2003 si è svolta il 24 ottobre 2003: al torneo hanno partecipato due squadre di club italiane e la vittoria finale è andata per la quarta volta al Treviso.

## Regolamento
Le squadre hanno disputato una gara unica.

## Squadre partecipanti
| Squadra | Qualificazione                  | Ultima partecipazione    |
| ------- | ------------------------------- | ------------------------ |
| Lube    | Vincitrice Coppa Italia 2002-03 | Supercoppa italiana 2001 |
| Treviso | Vincitrice Serie A1 2002-03     | Supercoppa italiana 2001 |

## Torneo
| 24 ottobre 2003 PalaDeAndrè, Ravenna Durata: 1h:26 - Spettatori: 3 750 | Treviso | 3 - 1 | Lube | 25-18, 19-25, 25-11, 25-21 |